# 2-е Гніздилово
2-е Гніздилово (рос. 2-е Гнездилово) — село в Фатезькому районі Курської області Російської Федерації.
Населення становить 13 осіб. Входить до складу муніципального утворення Солдатська сільрада.

## Історія
Населений пункт розташований на території українського етнічного та культурного краю Східна Слобожанщина.
Від 2004 року входить до складу муніципального утворення Солдатська сільрада.

## Населення
| 1862 | 1979 | 1989 | 2002 | 2010 |
| ---- | ---- | ---- | ---- | ---- |
| 886  | ↘115 | ↘71  | ↘42  | ↘13  |